# Darío Sarmiento
Darío Ariel Sarmiento (Florencio Varela, Buenos Aires, 29 de marzo de 2003) es un futbolista profesional argentino que juega como extremo y su equipo es el Club Atlético Tigre de la Primera División de Argentina.

## Trayectoria

### Estudiantes de La Plata
Darío debutó 6 de octubre de 2019 en un partido contra Huracán, siendo uno de los jugadores más jóvenes en debutar en la historia del club a los 16 años, entrando en el segundo tiempo. De la mano de Gabriel Milito, jugó varios partidos tanto de Copa Argentina, como de Superliga Argentina. Convocado a la selecciòn argentina sub-16 en 2019, equipo que se consagró campeón de la 47.ª edición del Mundialito de Montaigu, un torneo internacional disputado en Francia, luego de vencer a México por 5-4 en la definición por penales tras empatar 1-1 en la ida, con gol de Darío Sarmiento. También se consagró campeón del Torneo de Desarrollo UEFA disputado en Portugal en febrero de 2019.

### Manchester City
El 30 de abril de 2021 el Club Estudiantes de La Plata confirmó que se sumaría al Manchester City F. C. a partir del 1 de julio. Los detalles de la transferencia fueron 6 millones de dólares garantizados, 12 millones de dólares a cumplir por distintas cláusulas y/o estímulos, una venta futura del 20% a favor de Estudiantes y un contrato de cinco años. Un mes después de su incorporación al conjunto mancuniano fue cedido al Girona F. C. de la Segunda División de España para adquirir rodaje futbolístico.

### Girona FC
En agosto de 2021 es cedido al Girona FC de España, A causa de múltiples lesiones durante su estadía en el club, en julio de 2022 deja la institución. Retorna a Inglaterra para recuperarse y redireccionar su destino.

### Montevideo City Torque
A mediados de julio de 2022 ficha para el Montevideo City Torque de Uruguay hasta fines de diciembre de ese año. A raíz de las lesiones nunca fue convocado por el entrenador y retornó a Mánchester para finalizar su rehabilitación.

### Tigre
E 24 de julio de 2024, el Club Atlético Tigre, adquiere el 50% de los derechos económicos del jugador y le realiza un contrato hasta diciembre de 2026.

## Selección nacional

### Sub-16
Representó a la selección de fútbol sub-16 de Argentina en la que jugó 6 partidos y convirtió 4 goles en 2019.

## Clubes

### Estadísticas
- Actualizado hasta el 31 de octubre de 2021.

| Club | Div.                | Temporada           | Liga  | Liga  | Liga   | Copas nacionales(1) | Copas nacionales(1) | Copas nacionales(1) | Torneos internacionales(2) | Torneos internacionales(2) | Torneos internacionales(2) | Total | Total | Total  |
| Club | Div.                | Temporada           | Part. | Goles | Asist. | Part.               | Goles               | Asist.              | Part.                      | Goles                      | Asist.                     | Part. | Goles | Asist. |
| --- | ------------------- | ------------------- | ----- | ----- | ------ | ------------------- | ------------------- | ------------------- | -------------------------- | -------------------------- | -------------------------- | ----- | ----- | ------ |
| Estudiantes de La Plata Argentina | 1.ª                 | 2019-20             | 5     | 0     | 0      | 3                   | 0                   | 1                   | 0                          | 0                          | 0                          | 8     | 0     | 1      |
| Estudiantes de La Plata Argentina | 1.ª                 | 2020                | 0     | 0     | 0      | 9                   | 0                   | 0                   | 0                          | 0                          | 0                          | 9     | 0     | 0      |
| Estudiantes de La Plata Argentina | 1.ª                 | 2021                | 0     | 0     | 0      | 4                   | 0                   | 0                   | 0                          | 0                          | 0                          | 4     | 0     | 0      |
| Estudiantes de La Plata Argentina | Total club          | Total club          | 5     | 0     | 0      | 16                  | 0                   | 1                   | 0                          | 0                          | 0                          | 21    | 0     | 1      |
| Girona F. C. · España | 2.ª                 | 2021-22             | 9     | 0     | 2      | 0                   | 0                   | 0                   | 0                          | 0                          | 0                          | 9     | 0     | 2      |
| Girona F. C. · España | Total club          | Total club          | 9     | 0     | 2      | 0                   | 0                   | 0                   | 0                          | 0                          | 0                          | 9     | 0     | 2      |
| C.A. Tigre Argentina | 1.ª                 | 2024                | 0     | 0     | 0      | 0                   | 0                   | 0                   | 0                          | 0                          | 0                          | 0     | 0     | 0      |
| C.A. Tigre Argentina | Total club          | Total club          | 0     | 0     | 0      | 0                   | 0                   | 0                   | 0                          | 0                          | 0                          | 0     | 0     | 0      |
| Total en su carrera | Total en su carrera | Total en su carrera | 14    | 0     | 2      | 16                  | 0                   | 1                   | 0                          | 0                          | 0                          | 30    | 0     | 3      |
| (1) Las copas nacionales se refiere a la Copa Argentina, Copa de la Superliga y Copa Diego Armando Maradona. (2) (3) Media de goles por encuentro. No incluye goles en partidos amistosos. |                     |                     |       |       |        |                     |                     |                     |                            |                            |                            |       |       |        |

## Palmarés

### Distinciones individuales
| Distinción individual                                                            | Año  |
| -------------------------------------------------------------------------------- | ---- |
| Parte de los 60 mejores futbolistas sub-17 del mundo según medio TheGuardian.com | 2020 |

## Videos
- Darío Sarmiento ► Amazing Skills & Dribbling  en YouTube., (en inglés)
- Darío Sarmiento ⚽️  en YouTube., (en español)
- Welcome to Man City - Magic Skills, Passes & Assists - 2021 en YouTube., (en inglés)
- ¡BUEN DEBUT! de Darío Sarmiento en Girona  en YouTube., (en español)
- DARIO SARMIENTO: Anak Ajaib Titisan Messi dari Estudiantes  en YouTube., (en melayu (malayo))